# Sciaenops ocellatus
Cá hồng Mỹ (Cá đù đỏ) (Danh pháp khoa học: Sciaenops ocellatus) là một loài cá biển trong họ cá lù đù (Sciaenidae). Ở Mỹ chúng có tên là Red drum đây là một loài cá phổ biến và được ưa chuộng trong môn câu cá thể thao ở Mỹ. Chúng phân bố tự nhiên ở vịnh Mexicô và vùng duyên hải Tây Nam nước Mỹ. Một số năm gần đây cá được nhập cư vào địa phận khu vực châu Á như Đài Loan, Trung Quốc, Việt Nam.

## Đặc điểm
Cá hồng Mỹ là loài cá sống rộng muối, rộng nhiệt, phạm vi phân bố rộng, khi trưởng thành thường di cư đến vùng cửa sông và vùng biển nông để sinh sản. Cá có thể sống trong nước ngọt, nước lợ, nước mặn, nhưng thích hợp nhất vẫn là nước lợ và nước mặn, có tốc độ sinh trưởng nhanh. Cá hồng Mỹ có nhiều ưu điểm như thích nghi tốt với biến động môi trường, lớn nhanh, chất lượng thịt cá thơm ngon, dễ bán. Nếu thả nuôi 3000 con cá giống, với mật độ 21-22 con/m3 lồng. Sau 7 tháng thả nuôi, với tỷ lệ sống 70%, thu được 1.680 kg cá, kích cỡ trung bình 0,8 kg/con.

## Nuôi trồng ở Việt Nam

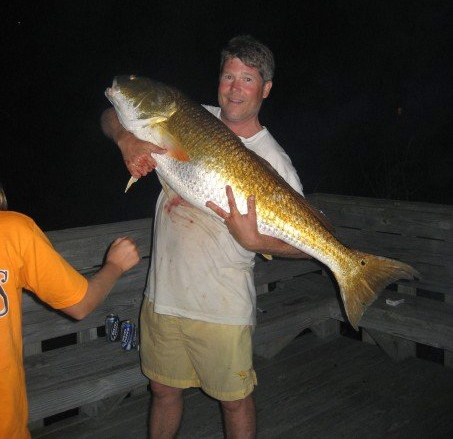
Một con cá hồng Mỹ cỡ lớn

Cá hồng Mỹ là một đối tượng nuôi mới, hiện nay ở Việt Nam đã cho sinh sản thành công đối tượng này và đã đáp ứng được nhu cầu con giống phục vụ nuôi nội địa. Cá hồng Mỹ đã được nuôi phổ biến trong lồng bè ở vùng biển các địa phương Quảng Ninh, Hải Phòng, Nam Định, Nghệ An, Thừa Thiên Huế, Quảng Ngãi, Bình Định, Phú Yên, Khánh Hòa, Bà Rịa – Vũng Tàu.